# Personal Soundtracks
『Personal Soundtracks』（パーソナル・サウンドトラックス）は、槇原敬之16枚目のオリジナル・アルバム。2008年11月19日にJ-moreから発売。

## 解説
『悲しみなんて何の役にも立たないと思っていた。』以来1年ぶり。初回盤・通常盤、それぞれ色違いジャケット。初回盤は、ボーナス・トラック「Merry-go-round '08」が収録、ブックレットが28ページ豪華仕様。

## 収録曲
- 作詞・作曲・編曲：槇原敬之

1. Taking The Central Course
2. 幸せはタイヤを穿いてやってくる
3. Chocolats et Sweets
4. 君の後ろ姿
  - 花王「アタック」CMソング
5. Orange Colored Sky
  - 「WE LOVE YOU.」C/W曲。
  - 日本テレビ系『課長島耕作』主題歌
6. つま先立ちで（笑）
  - 関西テレビ『こどものうた』11月度マンスリーソング
7. WE LOVE YOU.
  - TBS系『日立 世界・ふしぎ発見!』エンディングテーマ
8. Hey...
9. 僕の今いる夜は
  - FM802「ACCESS」キャンペーンソング
10. Firefly〜僕は生きていく
  - 東映配給映画『KIDS』主題歌
  - LIXIL住宅研究所「アイフルホーム」CMソング
11. The Average Man Keeps Walking
  - JFN系『NISSAN あ、安部礼司 ～ beyond the average ～』テーマソング
12. Merry-go-round '08（初回盤のみ収録）
  - 21stシングル「STRIPE!」C/W曲アレンジバージョン。

## 演奏
- 佐橋佳幸
  - Acoustic Guitar (2.3.4.5.7.10)
  - Electric Guitar (2.4.5.7.10)
  - Mandolin (4)
  - Banjo (5)
- 吉田翔平：Fiddle (4.8)